# Гиппеи

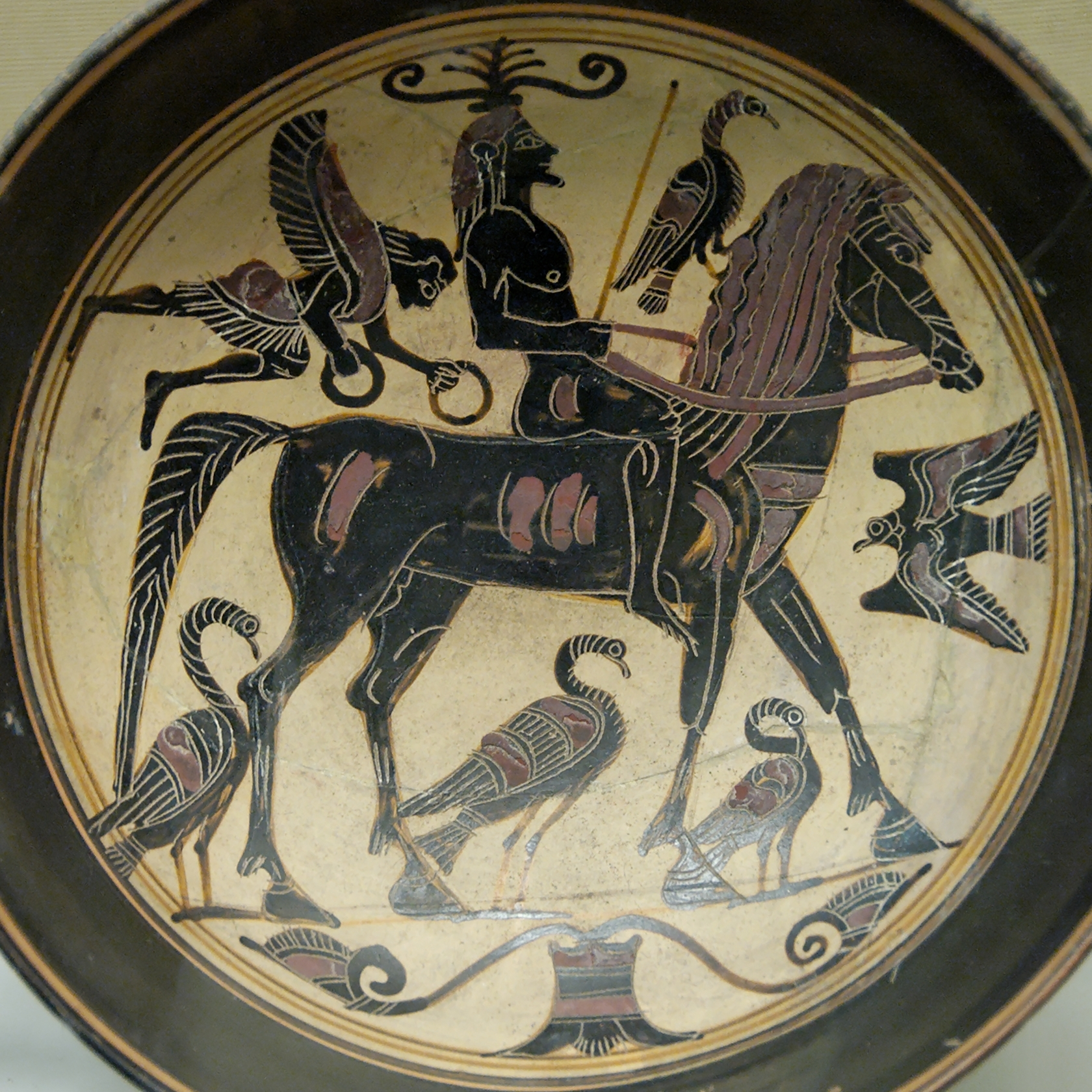
Изображение всадника. Чаша чернофигурного стиля из Лаконии, около 550—530 гг. до н. э.

Гиппеи (от др.-греч. ἱππεύς, «конный») — 1) у древних греков лёгкие воины-всадники ближнего боя, члены кавалерийских формирований; 
2) в некоторых древнегреческих государствах название элитных отрядов, не всегда конных; 
3) в некоторых древнегреческих государствах название одной из привилегированных социальных групп (имущественных классов, сословий), обладавших широким объёмом политических возможностей.

## Афинская кавалерия
Афинская кавалерия впервые сформировалась в период Греко-персидских войн и состояла из трёхсот человек. В более поздний период она расширилась до 1200 человек из которых 200 были всадниками-лучниками (гиппотоксоты), набираемых из рабов государства. В оставшейся тысяче занимали места представители двух высших имущественных классов: «пентакосиомедимны» и «гиппеи». Всадники были вооружены копьями и мечами. Иногда всадники брали с собой дротики, для противостояния неманевренным частям противника. Щитов у всадников обычно не было, но они были и не нужны. Главной задачей у лёгкой кавалерии было преследование стрелков врага. Гиппеи не ввязывались в бой с тяжёлой пехотой противника. Это обуславливалось их численностью и отсутствием нужного снаряжения. Иногда греки выставляли на бой конных стрелков - гиппотоксотов. Их главной задачей было обескровить противника, обстреливая его ряды из луков.

## Триста спартанских гиппеев
В Спарте гиппеи были почётным царским отрядом охраны, который состоял из 300 тщательно отобранных молодых спартанцев. Ксенофонт рассказывает: «Из числа тех, кто достиг зрелости [т. е. тридцати лет], эфоры отбирают трёх человек, называемых гиппагретами. Из этих каждый набирает сто человек [юношей], ясно указывая, кому и за что даётся преимущество, и кто и за что лишается его». При этом члены данного элитного корпуса спартанских «всадников» на лошадях не ездили, а являлись пехотинцами. Во время боя этот отборный отряд гоплитов часто стоял в центре спартанской фаланги.

## Гиппеи как социальная категория
Гиппеи в качестве имущественного класса в Древней Греции лучше всего зафиксированы для Афин. Солон в начале VI в. до н. э. установил четыре такие класса. Ко второму классу по этой реформе принадлежали гиппеи, то есть «всадники», чей годовой доход составлял не менее 300 мер жидких или сыпучих продуктов, «или, по утверждению некоторых,— добавляет Аристотель, — такие люди, которые могли содержать коня». Сам же Аристотель, однако, сомневается в том, что наличие коня действительно было критерием принадлежности к этому классу: «Впрочем, вернее, что этот класс характеризовался по количеству мер дохода». Это был ценз, который предполагал возможность исполнения государственных должностей.
В Эретрии (город-государство на о. Эвбея) гиппеями называли представителей местной олигархии, «в руках которых была тогда государственная власть в Эретрии», как утверждает Аристотель.